# Patriziat (Ulm)
Das Patriziat der Reichsstadt Ulm, die für die führenden Positionen in Stadt und Territorium berechtigten Patrizier-Familien, stellte das eigentliche Machtzentrum der Reichsstadt Ulm bis zur bayerischen Besetzung im Jahr 1802 dar.

## Geschichte
Die Stadtwerdung Ulms scheint seit dem 11. Jahrhundert etappenweise stattgefunden zu haben, ohne jedoch schriftliche Überlieferungen zu hinterlassen. Die Verleihung Esslinger Stadtrechts durch Rudolf von Habsburg 1274 war wohl mehr „eine Verlegenheitslösung, um eine […] Lücke auszufüllen“.
Innerstädtisch war die erste Hälfte des 14. Jahrhunderts von bürgerkriegsähnlichen Unruhen geprägt, die im Zusammenhang mit Auseinandersetzungen zwischen den Zünften und dem städtischen Patriziat standen, welches großteils aus ehemaligen kaiserlichen Amtmannen entstanden war und die Herrschaft ausführte. Zu diesen Familien gehörten die Besserer, Ehinger, Roth, Strölin, Krafft, Stammler und Gessler. 1345 kam es zu einer Zwischenlösung in Form des Kleinen Schwörbriefs, der vorläufig zu einer Befriedung der Situation führte, indem er erstmals den Zünften entscheidende Mitsprache in politischen und rechtlichen Dingen einräumte.
Der Große Schwörbrief, die Ulmer Zunftverfassung, trat 1397 in Kraft, nachdem der Kompromiss des Kleinen Schwörbriefs „immer unbefriedigender wurde“. Er regelte die Machtverteilung und die Aufgaben des Bürgermeisters. Die Zünfte hatten nun 30, die Patrizier nur noch 10 Ratssitze. Gleichzeitig wurde den Patriziern das aktive Wahlrecht verweigert. Der Bürgermeister, der regelmäßig dem Patriziat angehörte, musste den Einwohnern Rechenschaft ablegen. Der Schwörmontag (vorletzter Montag im Juli) ist seither ein Ulmer Feiertag. Die Patrizier versammelten sich in der „Oberen Stube“ des Rathauses, nach der sie sich „Stubengesellschaft“ benannten.
Im Jahr 1548 veranlasste Kaiser Karl V. mit dem Augsburger Interim die Abschaffung der alten Zunftverfassungen in den Reichsstädten, welche der kaiserliche Beauftragte Heinrich Has durch neue, patrizisch dominierte Stadtverfassungen nach dem Vorbild von Nürnberg ersetzte.
Um sich gegenüber den Bürgern aus den Zünften abzugrenzen, ließen sich 1552 17 Familien durch Karl V. in den erblichen Adel erheben. Die Ulmer Patrizier wurden als „recht edelgebohrene thurniers- und lehensgenossen und rittermäßige leuth“ anerkannt.
Der Schwörbrief von 1558 bestätigte den Patriziern die Mehrheit im Rat. Bis zum Ende der Reichsstadt blieben ihnen die führenden Positionen in Stadt und Territorium vorbehalten. So stellten sie die beiden auf Lebenszeit an die Spitze der Stadt berufenen Ratsälteren, besetzten das jährlich wechselnde Amt des Bürgermeisters und standen den meisten reichsstädtischen Ämtern vor. Auch die Ulmischen Obervogteien in Geislingen an der Steige, Albeck, Langenau und Leipheim und das Oberforstamt in Altheim (Alb) wurden ausschließlich an Patrizier vergeben. 
Gegen Ende des 17. Jahrhunderts war die Zahl der Patrizierfamilien durch Aussterben oder Aufgabe des Bürgerrechts (z. B. Neithardt 1658, Ungelter 1671, Stammler 1688) von 17 auf acht zurückgegangen. Einige neue Familien wurden zögerlich aufgenommen. Um 1800 zählte das Ulmer Patriziat zwölf Familien. 
Durch den Reichsdeputationshauptschluss von 1803 verlor Ulm, das bereits 1802 von bayerischen Truppen besetzt worden war, die Reichsfreiheit und fiel an das Kurfürstentum Bayern. 1810 gelangte Ulm durch einen bayerisch-württembergischen Gebietsaustausch an das Königreich Württemberg. Mit Martha Besserer von Talfingen ist 1980 die letzte in Ulm lebende Angehörige einer Patrizierfamilie gestorben.

## Wappen im Siebmacher

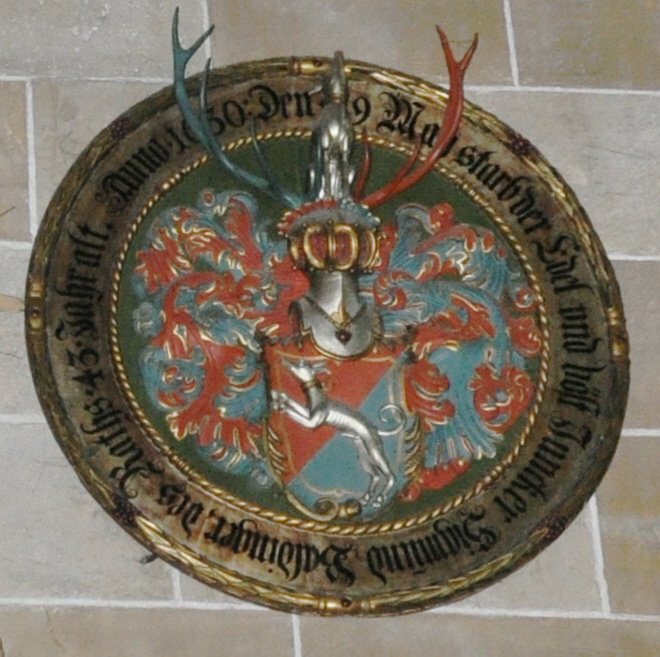
Baldinger Sigmund, 1630, Totenschild im Ulmer Münster

Aus Siebmachers Wappenbuch 1605: 

Ulmische Adeliche Patricii
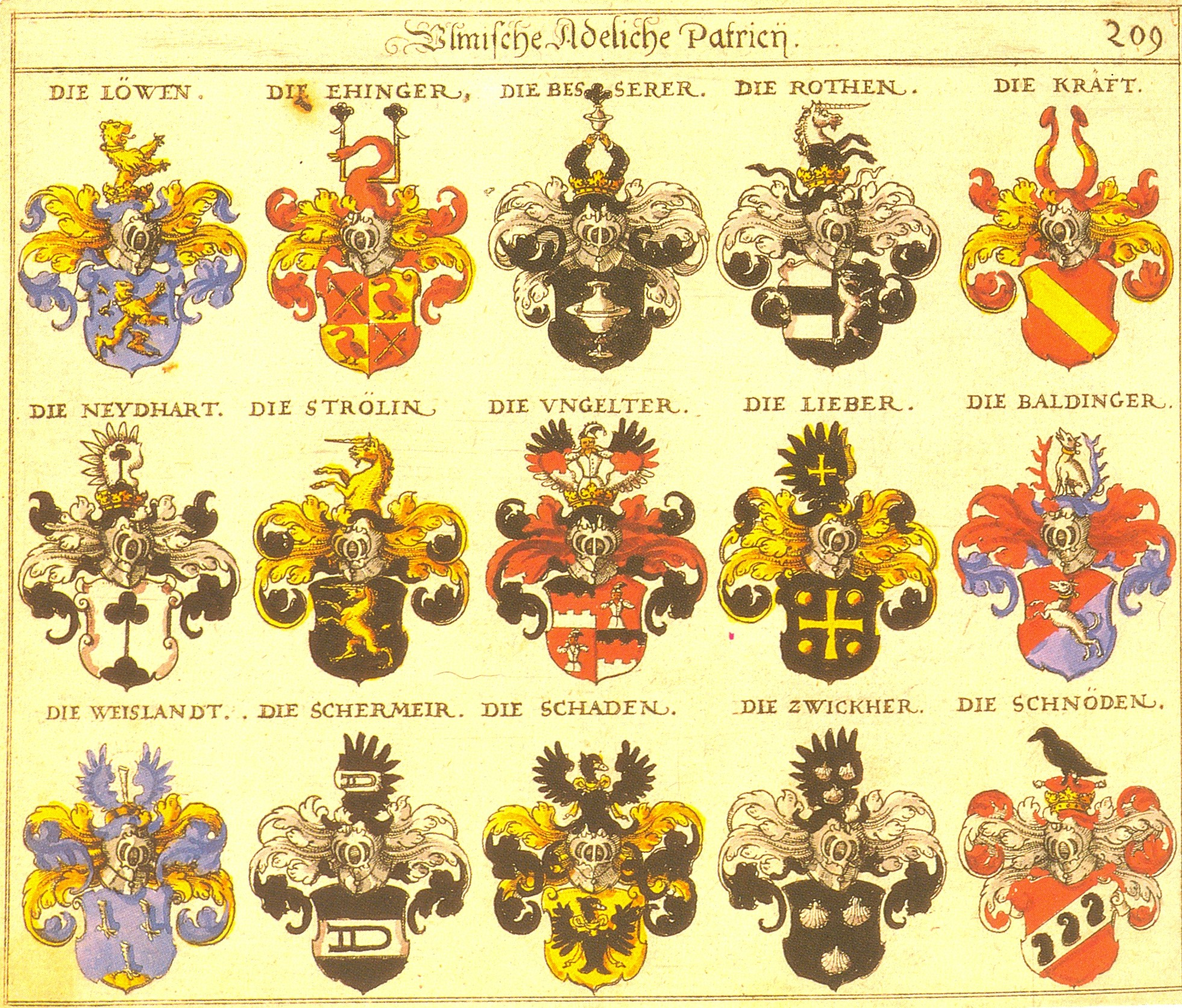
Siebmacher Tafel 209

Ulmische Erbare Geschlechter
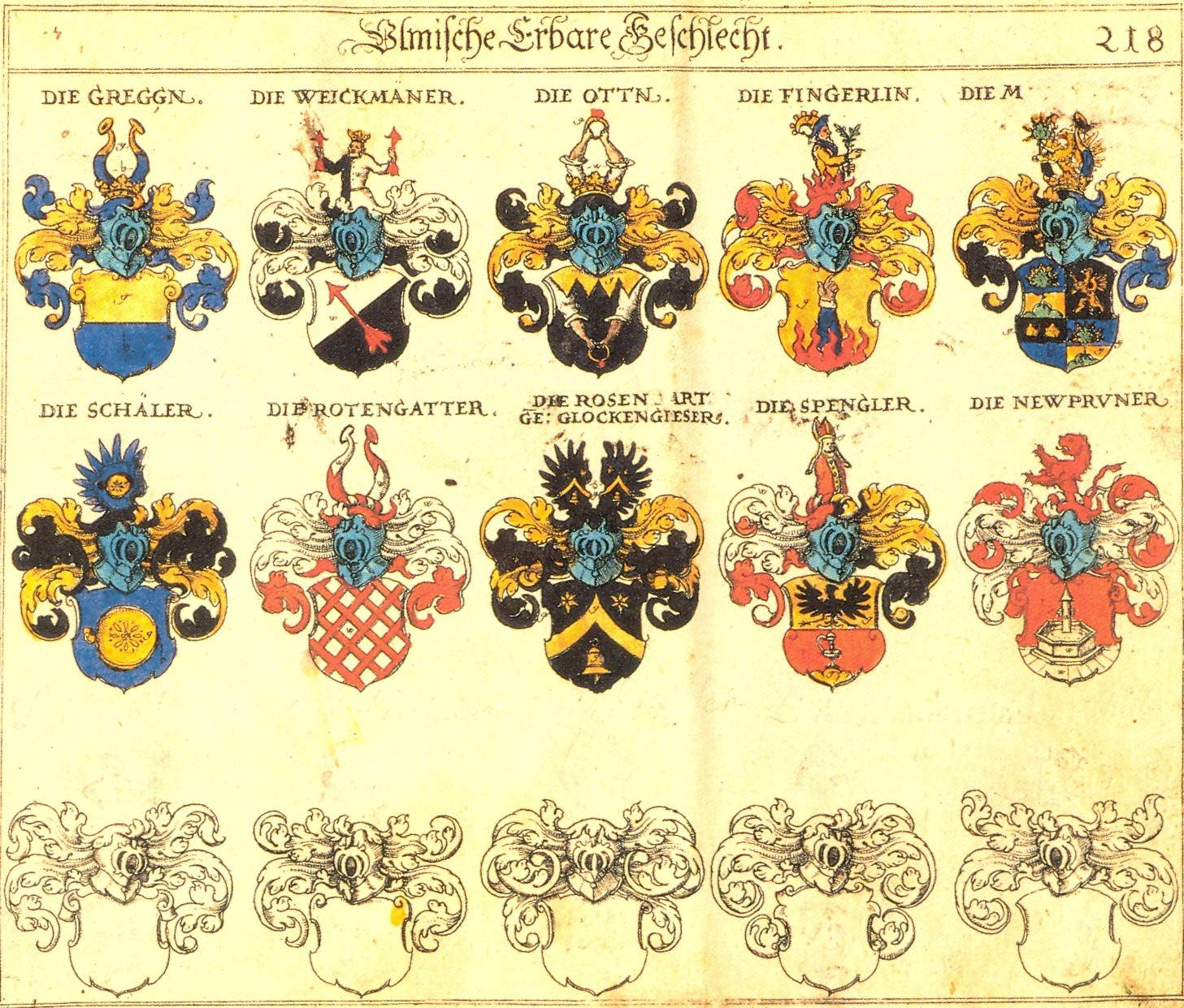
Siebmacher Tafel 218

## Familien
- Baldinger, 1552 erblicher Adel bestätigt

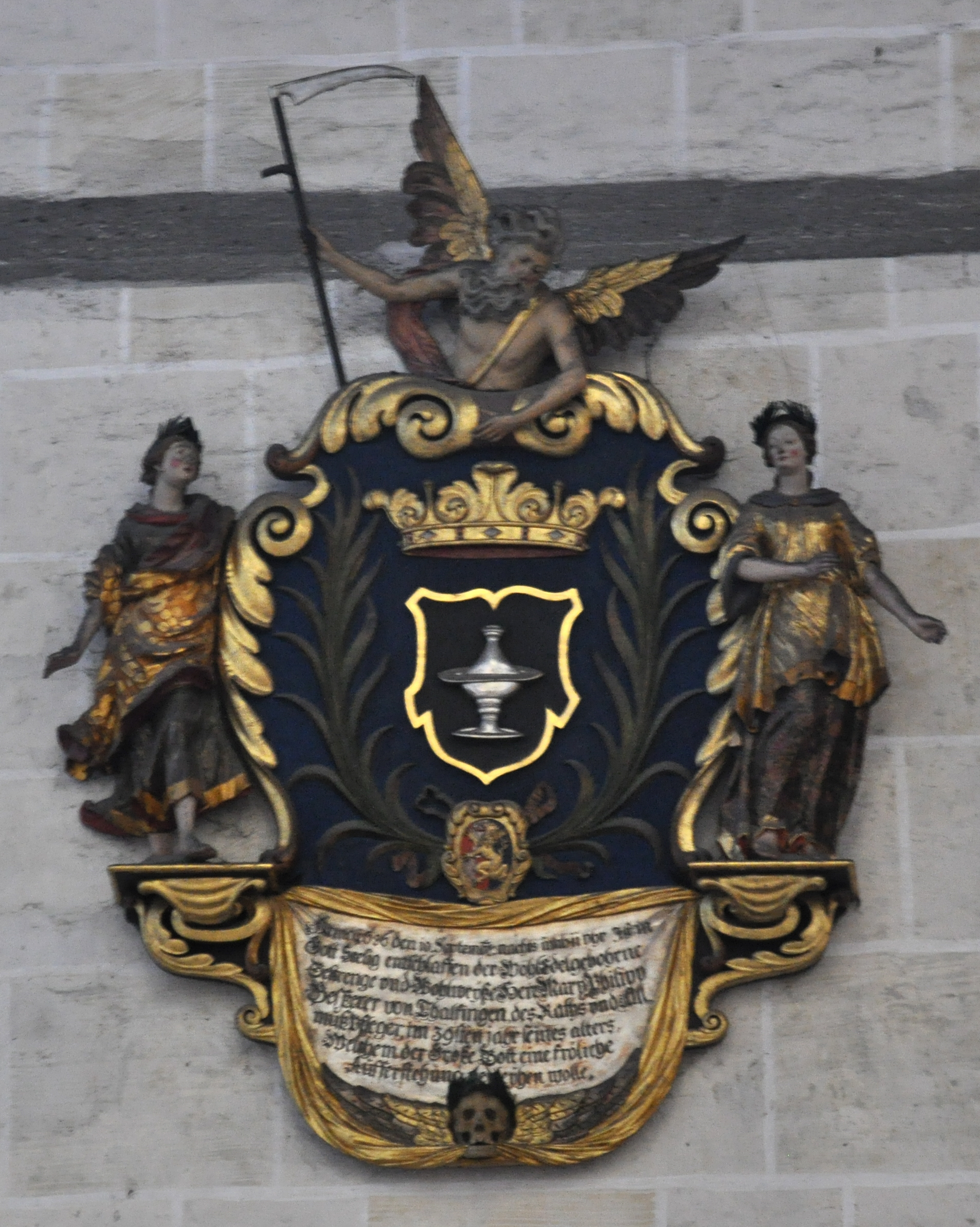
Besserer Marx Philipp, 1686, Totenschild im Ulmer Münster

- Besserer (von Thalfingen), seit dem 13. Jahrhundert nachweisbar, 1552 erblicher Adel bestätigt
- Ehinger (von Balzheim), seit dem 13. Jahrhundert nachweisbar, 1552 erblicher Adel bestätigt
- Frick, im letzten reichsstädtischen Jahrzehnt aufgenommen
- Gassold, im 15. Jahrhundert ausgestorben
- Gessler, seit dem 13. Jahrhundert nachweisbar, 1552 erblicher Adel bestätigt
- Günzburger, 1552 erblicher Adel bestätigt
- Harsdörfer, 1682 aufgenommen, aus Nürnberg stammend
- Hailbronner, 1774 aufgenommen

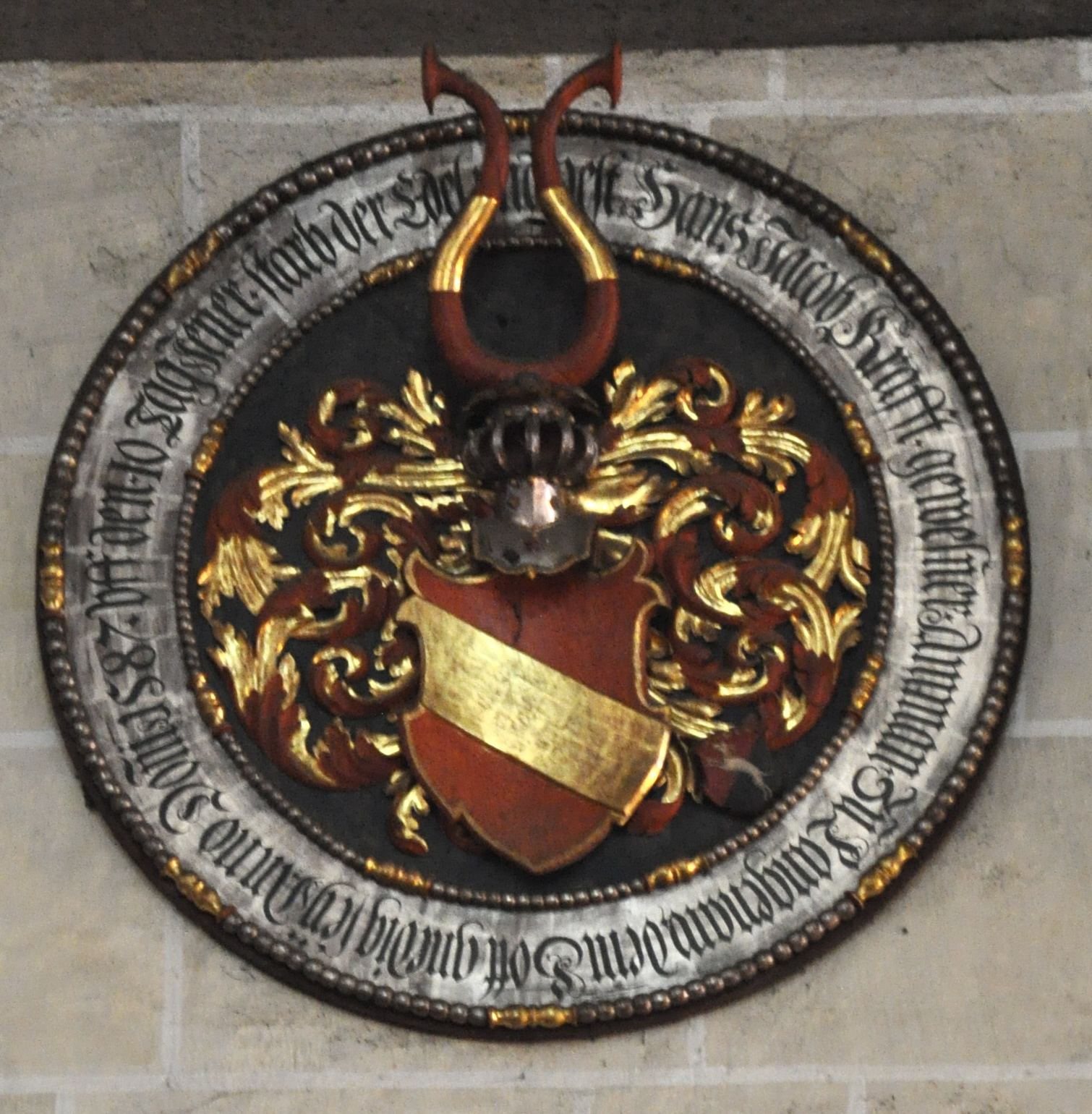
Krafft Hans Jacob, 1587, Totenschild im Ulmer Münster

- Krafft (von Dellmensingen), seit dem 13. Jahrhundert nachweisbar, 1552 erblicher Adel bestätigt
- Lieber, 1552 erblicher Adel bestätigt
- Löw (auch Löwen), 1552 erblicher Adel bestätigt
- Neithardt (auch Neidhardt, Neydhart, Neidhart oder Neithart), 1552 erblicher Adel bestätigt, 1658 in Ulm ausgestorben
- Neubronner, 1691 aufgenommen
- Reiching, 1552 erblicher Adel bestätigt
- Rehm, 1552 erblicher Adel bestätigt
- Roth (von Schreckenstein), seit dem 13. Jahrhundert nachweisbar, 1552 erblicher Adel bestätigt, auch
  - Roth von Reutti
  - Roth von Holzschwang

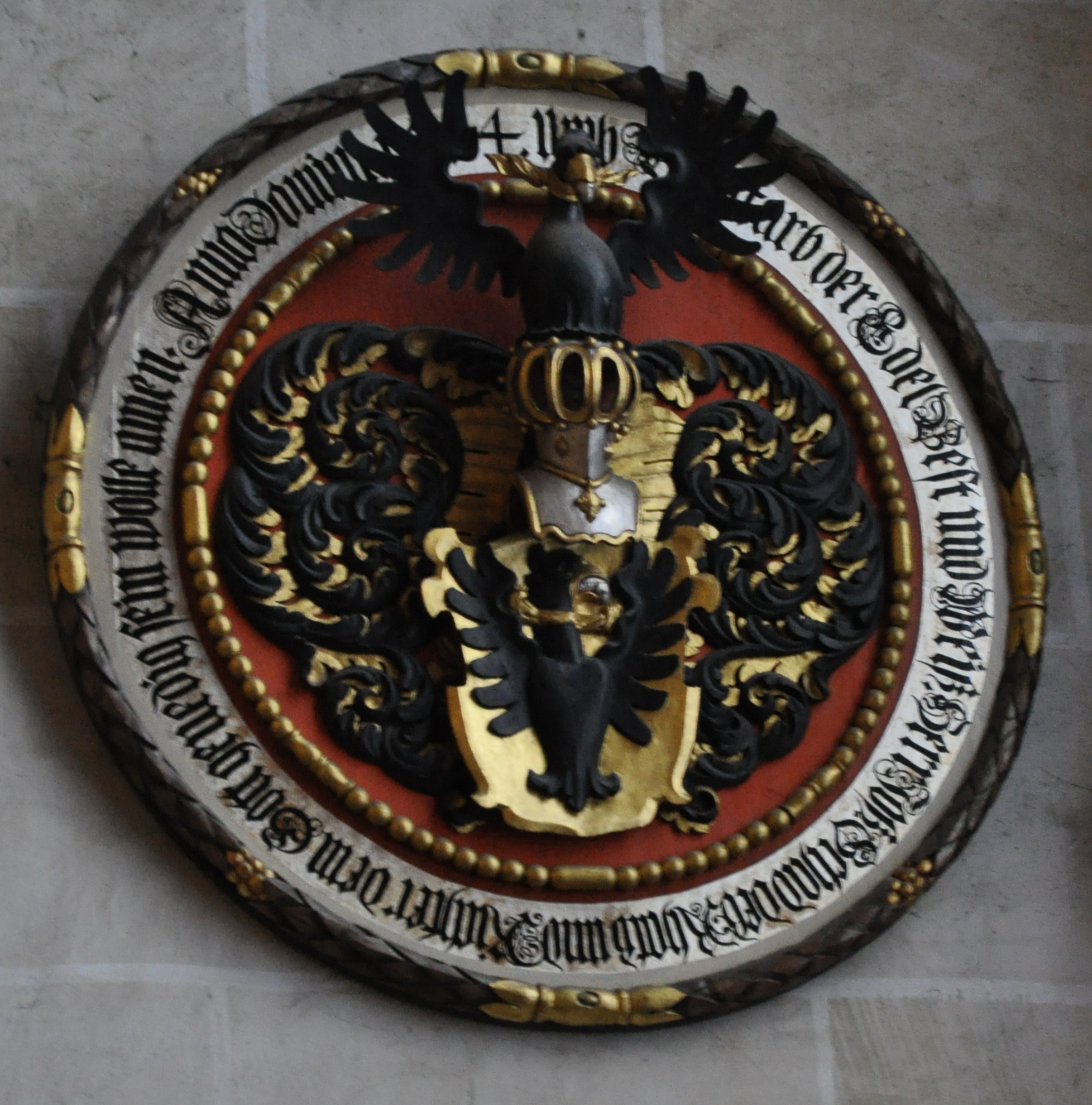
Schad Jos, 1544, Totenschild im Ulmer Münster

- Schad (von Mittelbiberach), 1552 erblicher Adel bestätigt
- Schnöd, aus Nürnberg stammend
- Schermar (auch Schermair), 1552 erblicher Adel bestätigt
- Seutter (auch Seutter von Lötzen), 1716 aufgenommen, ursprünglich aus Kempten stammend
- Stammler, seit dem 13. Jahrhundert nachweisbar, 1552 erblicher Adel bestätigt, 1688 in Ulm ausgestorben
- Strauß, im letzten reichsstädtischen Jahrzehnt aufgenommen

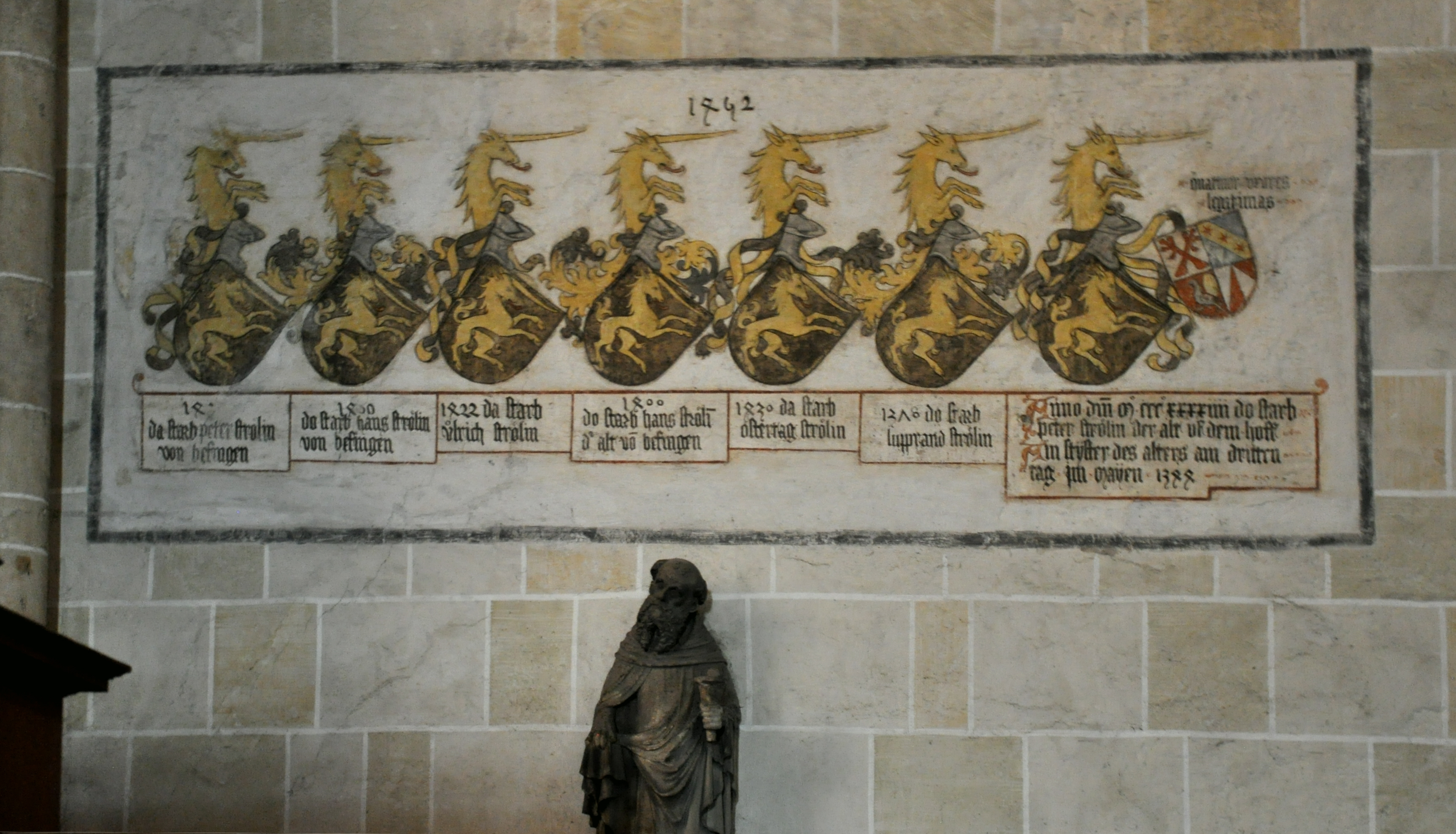
Strölin, 1452, Totenschilde im Ulmer Münster

- Strölin, seit dem 13. Jahrhundert nachweisbar, 1552 erblicher Adel bestätigt
- Ungelter, 1552 erblicher Adel bestätigt, 1671 in Ulm ausgestorben
- Weislandt (von Schwenningen), 1605 im Siebmacher aufgeführt
- Welser, 1625 aufgenommen, aus Augsburg stammend
- Wölkern, 1784 aufgenommen, aus Nürnberg stammend
- Zwicker, 1605 im Siebmacher aufgeführt, aus Memmingen stammend, zeitweilig im 15. und 16. Jahrhundert in Ulm nachweisbar